# Sergio Ruzzier

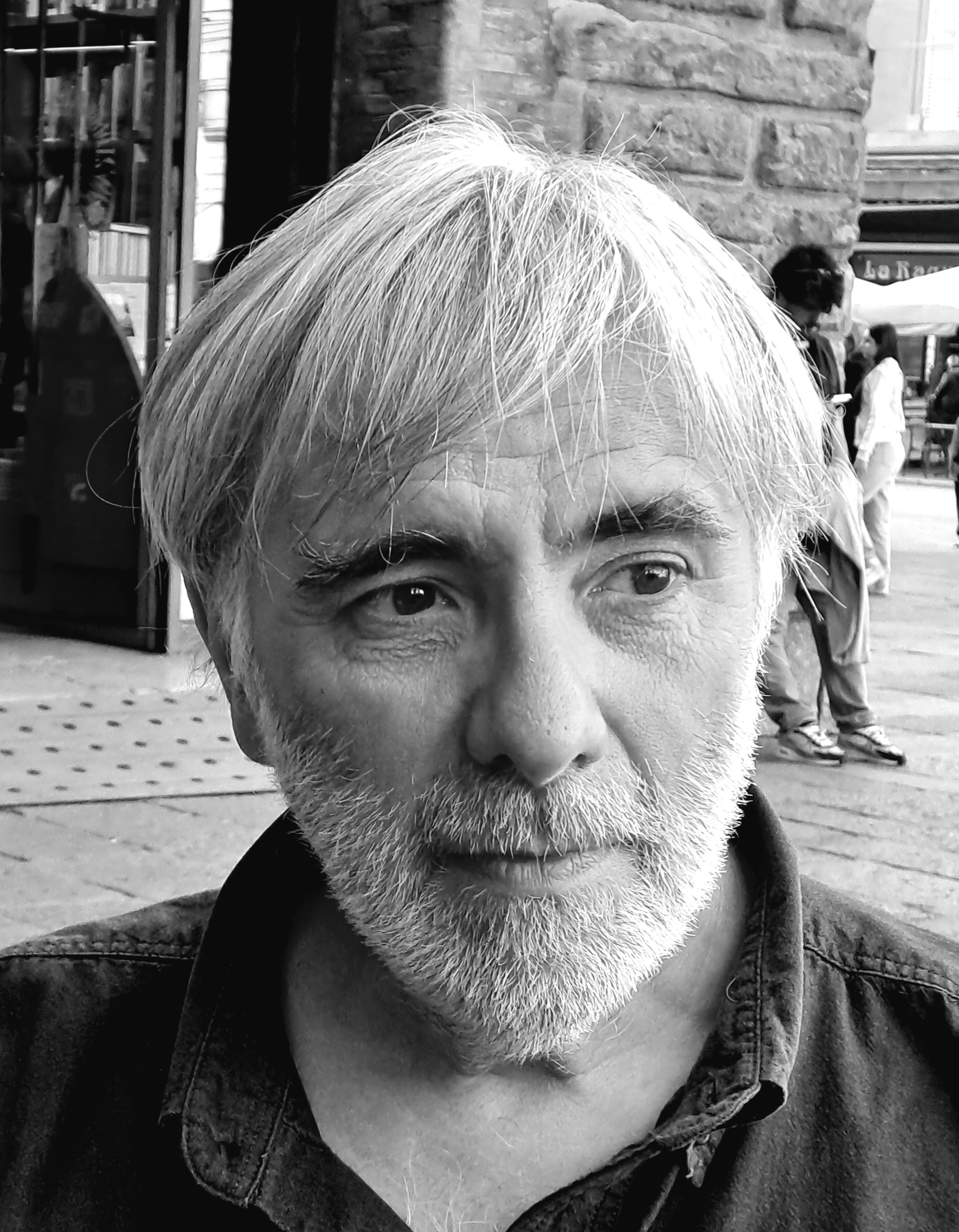
Ritratto di Sergio Ruzzier, scattato da Karen Devine a Bologna nel 2025.

Sergio Ruzzier (Milano, 28 novembre 1966) è un illustratore, scrittore e traduttore italiano naturalizzato statunitense, attivo negli Stati Uniti e in Italia come autore di libri per l'infanzia tradotti in più lingue nel mondo, noto per il suo stile che fonde influenze della tradizione artistica europea con elementi della narrazione grafica e del fumetto americano.

## Biografia
Nato a Milano nel 1966, Sergio Ruzzier intraprende la carriera di illustratore nel 1986. Fin da giovane si appassiona al disegno e ai fumetti, sviluppando un’estetica personale ispirata sia dalle miniature e dai dipinti medievali italiani sia dal tradizionale fumetto statunitense. A partire dal 1989 collabora a Linus con una serie di storie a fumetti e in seguito con Lupo Alberto Magazine, per il quale crea il personaggio Bruno.
Nel 1995 si trasferisce a New York, dove collabora con prestigiose testate internazionali – tra cui The New Yorker, The New York Times e The Washington Post – contribuendo a consolidare la sua reputazione a livello globale. Le sue illustrazioni sono apparse più volte in annuari americani quali American Illustration, Illustrators, Communication Arts. Dopo numerosi anni negli Stati Uniti, Ruzzier è tornato ad abitare in Italia, continuando a scrivere e a illustrare picture book per bambini e ragazzi. Nel 2011 fu selezionato da Maurice Sendak per l’esclusiva Sendak Fellowship e, oggi, fa parte della Maurice Sendak Foundation, che si impegna a preservare e promuovere l’eredità del celebre illustratore.

## Carriera
Durante il suo percorso professionale, Ruzzier ha collaborato sia come illustratore per testi di altri autori sia realizzando opere in cui ricopre il doppio ruolo di scrittore e illustratore. Il trasferimento a New York nel 1995 gli permise di lavorare con importanti pubblicazioni internazionali e di far conoscere il suo stile inconfondibile.

## Pubblicazioni in Italia
- La culla vuota – The Empty Cradle (Cane Andaluso, 1999)
- Il cane insonne e altri animali (Nuages, 1999)
- Leftovers – Rimasugli (La Grande Illusion, 2014)
- Una lettera per Leo (Topipittori, 2015)[2]
- Una vita d’artista – The Life of an Artist (La Grande Illusion, 2015)
- Due topi (Topipittori, 2016)
- Stupido libro! (Topipittori, 2017)
- Pretesti (Pretexts) (La Grande Illusion, 2018)
- Fox e Chick. La festa e altre storie (Topipittori, 2018)
- Fox e Chick. Un giretto in barca e altre storie (Topipittori, 2019)
- Fox e Chick. Cuscini e canguri e altre storie (Topipittori, 2022)
- Fox e Chick. Diciassette fiocchi di neve e altre storie (Topipittori, 2023)
- La storia vera (Topipittori, 2024)
- Gli Uccelli (La Grande Illusion, 2025)

### Pubblicazioni con testi altrui
- Nel paese della Gattafata di Orsola Nemi (Bompiani, 2017)

- Guarda sotto il letto se c'è della poesia di Ruth Krauss (Topipittori, 2020).

- Storie per bambini perfetti di Florence Parry Heide (Bompiani, 2019).
- Favole a cui non badare troppo di Florence Parry Heide (Bompiani, 2019).

- La scimmietta nuda. Breve storia degli esseri umani di Desmond Morris (Bompiani, 2025).

- Quasi di Matteo Pelliti (peQuod, 2025)

## Pubblicazioni negli Stati Uniti
- The Little Giant (Laura Geringer Books/HarperCollins, 2003)
- The Room of Wonders (Frances Foster Books/ Farrar Straus and Giroux, 2006)
- Amandina (Neal Porter Books/Roaring Brook Press, 2008)
- Hey, Rabbit! (Neal Porter Books/Roaring Brook Press, 2010)
- A Letter for Leo (Clarion Books, 2013)
- Two Mice (Clarion Books, 2015)
- This Is Not a Picture Book! (Chronicle Books, 2016)
- Fox & Chick: The Party and Other Stories (Chronicle Books, 2018)[3]
- Fox & Chick: The Quiet Boat Ride and Other Stories (Chronicle Books, 2019)
- Good Boy (Atheneum Books for Young Readers, 2019)
- Fox & Chick: The Sleepover and Other Stories (Chronicle Books, 2021)
- Fish and Sun (HarperAlley, 2021)
- Fox & Chick: Up and Down and Other Stories (Chronicle Books, 2022)
- Fish and Wave (HarperAlley, 2022)
- No! Said Custard the Squirrel (Abrams, 2023)
- Fish and Worm (HarperAlley, 2023)
- The Real Story (Abrams, 2024)
- Fish and Clam (HarperAlley, 2024)
- Bianca and the Butterfly (HarperCollins, 2025)

### Pubblicazioni con testi altrui
- Don't Know Much About Space (2001): scritto da Kenneth C. Davis.
- Moon, Have You Met My Mother?: The Collected Poems of Karla Kuskin (2003): scritto da Karla Kuskin.
- Why Mole Shouted and Other Stories (2004): scritto da Lore Segal.
- More Mole Stories and Little Gopher, Too (2005): scritto da Lore Segal.
- Love You When You Whine (2006): scritto da Emily Jenkins.
- Monsters and Water Beasts (2007): scritto da Karen Miller.
- Tweak Tweak (2011): scritto da Eve Bunting.
- Have You Seen My New Blue Socks? (2013): scritto da Eve Bunting.
- Whose Shoe? (2015): scritto da Eve Bunting.
- Tales for the Perfect Child (2017): scritto da Florence Parry Heide.
- Fables You Shouldn't Pay Any Attention To (2017): scritto da Florence Parry Heide e Sylvia Worth Van Clief.
- Roar Like a Dandelion (2019): scritto da Ruth Krauss.
- We Give Thanks (2021): scritto da Cynthia Rylant.
- One Mean Ant (2020): scritto da Arthur Yorinks.
- One Mean Ant with Fly and Flea (2020): scritto da Arthur Yorinks.
- One Mean Ant with Fly and Flea and Moth (2021): scritto da Arthur Yorinks.
- Walter Had a Best Friend (2022): scritto da Deborah Underwood.

## Stile e tecniche
L’arte di Sergio Ruzzier si distingue per l’utilizzo di penna, china e acquerelli. Le sue illustrazioni sono caratterizzate da linee precise e da un uso sapiente del colore, capace di creare atmosfere che oscillano tra il fiabesco e il surreale. L’attenzione ai dettagli – come piccoli particolari che arricchiscono le scene – dona alle sue opere un realismo poetico che incanta il lettore.

Come riassume Martino Negri, Professore associato di Letteratura per l'infanzia presso l'Università di Milano-Bicocca: 
C’è qualcosa di profondamente poetico e gentile nel mondo verbo-visuale di Sergio Ruzzier, ma c’è anche l’ombra, l’inquietudine esistenziale, il dramma prodigioso dell’essere vivi e il mistero della fine, presente soprattutto – ma non solo – nelle opere non rivolte all’infanzia

## Premi e riconoscimenti
- Sendak Fellowship (2011): Nel 2011 Maurice Sendak ha selezionato Sergio Ruzzier per l’esclusiva Sendak Fellowship. Oggi, Ruzzier è membro della Maurice Sendak Foundation, che promuove e preserva l’eredità di Sendak nel campo della letteratura per l'infanzia.
- Geisel Honor 2019[6]
- Geisel Honor 2023[7]

Riconoscimenti internazionali ottenuti per alcuni libri destinati al pubblico infantile negli Stati Uniti.
- Parents’ Choice Award - Gold Medal 2004[8]

Premi che attestano l'eccellenza delle sue opere e il loro impatto nel settore della letteratura per l'infanzia.